# Liste von Sakralbauten in Isernhagen
Die Liste von Sakralbauten in Isernhagen nennt Kirchengebäude und andere Sakralbauten in Isernhagen, Region Hannover, Niedersachsen.

## Liste
| Bild | Name                              | Ortsteil      | Koordinaten                     | Konfession der Gemeinde                     |
| ---- | --------------------------------- | ------------- | ------------------------------- | ------------------------------------------- |
|      | Christophoruskirche               | Altwarmbüchen |                                 | evangelisch-lutherisch                      |
|      | Heilig-Kreuz-Kirche (1971 erbaut) | Altwarmbüchen |                                 | ehemals römisch-katholisch, 2015 aufgegeben |
|      | Heilig-Kreuz-Kirche (2017 erbaut) | Altwarmbüchen |                                 | römisch-katholisch                          |
|      | Marienkirche                      | Isernhagen KB | 52° 27′ 38,2″ N, 9° 48′ 58″ O   | evangelisch-lutherisch                      |
|      | Nikolaikirche                     | Kirchhorst    | 52° 26′ 41,6″ N, 9° 53′ 57,8″ O | evangelisch-lutherisch                      |